# Реза Енаяті
Реза Енаяті (перс. غلامرضا عنايتى‎, нар. 23 вересня 1976, Мешхед) — іранський футболіст, що грав на позиції нападника. Найкращий бомбардир в історії іранської Про-ліги (149 голів).
Виступав, зокрема, за «Естеглал», а також національну збірну Ірану, у складі якої став бронзовим призером Кубка Азії та учасником чемпіонату світу.

## Клубна кар'єра
Розпочав грати у футбол у нижчоліговому клубі «Адоніс Машхад». У 2001 році перейшов у клуб «Абумослем», який виступав на той час у Про-лізі. У сезоні 2001/02 Енаяті став найкращим бомбардиром іранського чемпіонату, забивши 17 голів, привернув увагу гранду іранського футболу клуб «Естеглал», до складу якого незабаром і приєднався. Відіграв за тегеранську команду наступні три сезони своєї ігрової кар'єри і виграв національну першість у сезоні 2005/06, а також знову ставав найкращим бомбардиром чемпіонату в сезонах 2004/05 і 2005/06, забивши 20 і 21 гол відповідно.

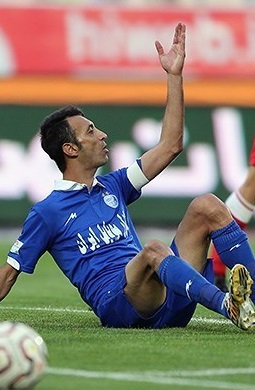
Реза Енаяті під час виступів за «Естеглал». 2015 рік.

Після чемпіонату світу 2006 року відправився до ОАЕ, де грав за клуби «Емірейтс» та «Аль-Наср» (Дубай), після чого влітку 2009 року повернувся в «Естеглал», втім вже на початку наступного року знову став гравцем «Емірейтса», з яким виграв Кубок Президента ОАЕ.
У сезоні 2010/11 грав за «Сепахан», в складі якого став чемпіоном Ірану. Після відходу з «Сепахана» грав за ряд іранських вищолігових клубів, втім жодних трофеїв більше не здобував.
Завершив професійну ігрову кар'єру у клубі «Саба Ком», де був граючим тренером у сезоні 2016/17.

## Виступи за збірну
4 квітня 2002 року дебютував в офіційних іграх у складі національної збірної Ірану матчі проти Палестини (2:2), а влітку того ж року став зі збірною бронзовим призером Чемпіонату Федерації футболу Західної Азії. А через два роки Енаяті став з командою переможцем цього турніру.
Згодом у складі збірної був учасником Кубка Азії 2004 року у Китаї, на якому зіграв у трьох матчах і забив один гол, а команда здобула бронзові нагороди, чемпіонату світу 2006 року у Німеччині, де не виходив на поле, а також Кубка Азії 2007 року у чотирьох країнах відразу, де зіграв у всіх чотирьох матчах, але його команда вилетіла вже на стадії чвертьфіналу.
Всього протягом кар'єри у національній команді, яка тривала 7 років, провів у формі головної команди країни 30 матчів, забивши 7 голів.

## Тренерська кар'єра
Після роботи граючим тренером у клубі «Саба Ком», Реза став асистентом  Алірези Марзбана у клубі «Сіях Джамеган», а після його звільнення у грудні 2017 року сам очолив клуб.
З 2018 року став тренувати дубллючий склад «Естеглала».

## Досягнення
- Бронзовий призер Кубка Азії: 2004
- Чемпіон Ірану: 2005/06, 2010/11
- Володар Кубок Президента ОАЕ: 2009/10
- Найкращий бомбардир чемпіонату Ірану: 2002/03 (17 голів), 2004/05 (20 голів), 2005/06 (21 гол)
- Найкращий бомбардир в історії іранської Про-ліги[en] (149 голів).